# Trommelweib
Das Trommelweib ist eine Figur, die regelmäßig in Gruppen im Fasching im Ausseerland in der Steiermark auftritt.
Alle Trommelweiber sind traditionell männlich und tragen Frauenmasken sowie ein vorwiegend weißes Gewand, das auch als Nachtgewand gesehen werden kann. Das Obertrommelweib führt den Zug an, der aus einigen Musikanten, die den traditionellen Ausseer Faschingmarsch spielen, sowie einer großen Anzahl von Trommlern besteht. Es wird ständig ein sehr einprägsamer Rhythmus getrommelt, der die Trommelweiber schon von Weitem ankündigt.
Um in den Kreis der Trommelweiber aufgenommen zu werden, ist eine Aufnahmeprüfung vorgesehen. Bei den Bad Ausseer „Bürgertrommelweibern“ zum Beispiel müssen die Novizinnen einen viertel Liter Schnaps in einem Zug austrinken, eine Zigarre rauchen, einen Luftballon aufblasen, bis er platzt sowie eine scharfe Pfefferoni verspeisen. Danach erfolgt das Gelöbnis auf die Trommelweiberfahne, immer und überall dem Ruf der großen Trommel zu folgen. Die Aufnahmeprüfungen differenzieren zwischen den einzelnen Gruppen. So müssen Novizinnen bei den „Arbeitertrommelweibern“ beispielsweise einen mit Senf gefüllten Krapfen verspeisen. Eine Ausnahme im Aufnahmeverfahren stellen die Musikanten dar: Um spielfähig zu bleiben, wird ihnen die Prozedur erspart.
In Bad Aussee gibt es in den verschiedenen Ortschaften gleich mehrere Trommelweibergruppen. Die beiden Gruppen des Marktes (Ortschaft im Zentrum) stechen hier mit einer standesbetonten Tradition hervor: Die Trommelweiber am Faschingmontag repräsentieren das Bürgertum, jene am Faschingdienstag das Arbeitertum. Auch äußerlich gibt es zwischen den beiden eine kleine Unterscheidung: Die Montagsgruppe stellt sich etwas farbenprächtiger dar (bunte Schürzen), was aber in der Dienstagsgruppe verpönt ist. Einige Trommelweiber, die am Dienstag mit dem falschen Kostüm auftreten, werden auch heute noch schimpfend verjagt. Beim Umzug gibt es nur wenige Stationen, die beide Trommelweibergruppen besuchen.
Auch in Grundlsee und in Altaussee gibt es Trommelweibergruppen. In Altaussee jedoch gibt es eine feministische Abwandlung des Brauchtums: Getrommelt wird ausschließlich von Frauen, nur unter den Musikanten dürfen auch Männer auftreten.
Die Umzüge am Faschingmontag und Faschingdienstag beginnen immer frühmorgens. Es werden verschiedene Lokalitäten aufgesucht, in denen die Trommelweiber eine Zeit lang verweilen und in denen sie verköstigt werden (vor allem mit Bier und Schnaps, Krapfen, Würstchen und Gulaschsuppe).
2017 wurde der Ausseer Fasching zum immateriellen Kulturerbe der UNESCO erklärt.